# Предраг Ђукић (сликар)
Предраг Ђукић (Београд, 15. јун 1981.) српски је сликар.  

## Биографија
Предраг Ђукић је завршио је Школу за дизајн у Београду 2000. године. Дипломирао је 2007. године  на Одсеку зидно сликарство, смер рестаурација и конзервација. Од 2009. године члан је УЛУС-а, а од 2012. члан и УЛУПУДС-а.
Учествовао је на више колективних и групних изложби. Учествовао је на International Summer Art Camp 2010, 2011, 2012, 2014, 2015. и 2016. у Нађкерешу, Мађарска, као и у резиденционалном програму GLO’ART у Белгији 2016.